# Berta Hillberg
Berta Elisabeth Hillberg, född Schantz den 9 augusti 1886 i Katarina församling i Stockholm, död 7 september 1957, var en svensk skådespelare.
Hon var från 1908 gift med skådespelaren Gösta Hillberg. De är begravda på Solna kyrkogård.

## Filmografi
- 1923 – Johan Ulfstjerna

## Teater

### Roller (ej komplett)
| År   | Roll | Produktion             | Regi | Teater                     |
| ---- | ---- | ---------------------- | ---- | -------------------------- |
| 1906 |      | Gurre Holger Drachmann |      | Svenska teatern, Stockholm |